# کوه جوهور
کوه جوهور (به صربی: Juhor) یک کوه در صربستان است که در رکوواتس واقع شده‌است. کوه جوهور ۷۷۴ متر بالاتر از سطح دریا واقع شده‌است.